# Émile Louis Ragonot
Émile Louis Ragonot, né à Paris le 12 octobre 1843 et mort dans cette même ville le 13 octobre 1895, est un entomologiste français, président de la Société entomologique de France en 1885 et en 1895.
Ce spécialiste des lépidoptères a nommé 301 nouveaux genres de papillons, principalement dans la famille des Pyralidae.

## Principales publications
- (en) Diagnoses of North American Phycitidae and Galleriidae, Paris (1887)
- Nouveaux genres et espèces de Phycitidae & Galleriidae (1888)
- Essai sur une classification des Pyralites (1891-1892)
- Monographie des Phycitinae et des Galleriinae. pp. 1–602 In N. M. Romanoff. Mémoires sur les Lépidoptères. Tome VIII. N. M. Romanoff, Saint-Petersbourg. xli + 602 pp. (1901)

La collection d'E. L. Ragonot est conservée au Muséum national d'histoire naturelle, Paris, France.